# CE Principat
CE Principat este un club de fotbal din Andorra care evoluează în Campionat de Lliga.

## Palmares
- Campionat de Lliga:4

(1997, 1998, 1999, 2004)
- Copa Constitució: 6

(1994, 1995, 1996, 1997, 1998, 1999)

## CE Principat în Europa
| Competiție | Meciuri | V | E | Î | Gm | Gp |
| ---------- | ------- | - | - | - | -- | -- |
| Cupa UEFA  | 6       | - | - | 6 | 1  | 49 |